# Евангелос Макригіанніс
Евангелос Макригіанніс (18 червня 2000) — грецький плавець.
Учасник Олімпійських Ігор 2020 року, де в естафеті 4x100 метрів комплексом його збірна посіла 14-те місце і не потрапила до фіналу.